# Stow (Massachusetts)
Stow és una població dels Estats Units a l'estat de Massachusetts. Segons el cens del 2007 tenia 6.327 habitants.

## Demografia
Segons el cens del 2000, Stow tenia 5.902 habitants, 2.082 habitatges, i 1.678 famílies. La densitat de població era de 129,3 habitants/km².
Dels 2.082 habitatges en un 41,5% hi vivien nens de menys de 18 anys, en un 72,7% hi vivien parelles casades, en un 6% dones solteres, i en un 19,4% no eren unitats familiars. En el 14,8% dels habitatges hi vivien persones soles el 5,3% de les quals corresponia a persones de 65 anys o més que vivien soles. El nombre mitjà de persones vivint en cada habitatge era de 2,82 i el nombre mitjà de persones que vivien en cada família era de 3,16.
Per edats la població es repartia de la següent manera: un 28,2% tenia menys de 18 anys, un 4,2% entre 18 i 24, un 30,6% entre 25 i 44, un 28,8% de 45 a 60 i un 8,2% 65 anys o més.
L'edat mediana era de 39 anys. Per cada 100 dones de 18 o més anys hi havia 92,2 homes.
La renda mediana per habitatge era de 96.290 $ i la renda mediana per família de 102.530$. Els homes tenien una renda mediana de 75.758 $ mentre que les dones 40.911$. La renda per capita de la població era de 38.260$. Entorn de l'1,5% de les famílies i el 2,7% de la població estaven per davall del llindar de pobresa.